# Послание к Евреям
Послание к Евреям (др.-греч. Ἐπιστολὴ πρὸς Ἑβραίους, лат. Epistula ad Hebraeos) — книга Нового Завета. Традиционно приписывается апостолу Павлу.

## Авторство
В отличие от других апостольских посланий, Послание к Евреям не называет в первых стихах автора послания и его адресата, что породило многочисленные версии его происхождения. Традиционная версия предполагает авторство апостола Павла и датирует послание 63—64 годом. В пользу этой версии говорят слова об освобождении, а также упоминание ученика апостола Павла Тимофея и италийских братьев (Евр. 13:23, 24). В 63-м году н. э. апостол Павел был освобождён из так называемых первых римских уз и отпущен на свободу. Версии об авторстве Павла придерживался основатель александрийской богословской школы Пантен.
Многие исследователи подвергают сомнению авторство Павла, указывая на стиль послания и приёмы изложения, весьма резко отличающиеся от прочих посланий Павла. Послание к Евреям напоминает скорее богословский трактат, чем письмо. Язык послания более гладок и выдаёт знакомство автора с приёмами риторики. Эти особенности церковная традиция объясняет тем, что послание к Евреям первоначально было написано на еврейском языке, а перевод его на греческий принадлежит перу Луки или Климента.
Некоторым богословам представляется вероятным, что послание вышло из ближнего окружения апостола и написано кем-либо из его учеников, сведущим в богословии, а собственно Павлом добавлены лишь заключительные пожелания и приветствия. Тертуллиан предполагал, что это мог быть спутник Павла — Варнава, а Мартин Лютер считал, что это мог быть александрийский богослов Аполлос. Среди других возможных авторов указывались спутник Павла — Сила и автор третьего Евангелия — Лука. Адольф фон Гарнак в 1900 году предположил авторство Присциллы.

## История
Вне зависимости от того, кто был автором послания, оно безусловно написано до иудейской войны, поскольку не содержит на неё ни малейших указаний.
Послание было известно с древности, но главным образом на Востоке. Название «Послание к Евреям» впервые употреблено Тертуллианом.

## Основные темы
Послание адресовано к евреям, принявшим крещение, с целью утвердить их в вере, оно предполагает хорошее знание читателями Ветхого Завета (который цитируется здесь, как и в других местах Нового завета, по греческому переводу Септуагинты). В частности, автор послания неоднократно цитирует книгу Псалтирь:
- Пс. 109:1 — Евр. 1:13.
- Пс. 8:6 — Евр. 2:7
- Пс. 94:7—11 — Евр. 3:7—11
- Пс. 109:4 — Евр. 7:17
- Пс. 39:7—9 — Евр. 10:5—7

Оно содержит многочисленные предостережения против отступничества. В 7-10 главах подробно раскрывается богословская концепция священства Иисуса Христа по чину Мелхиседека, его превосходства над священством по чину Аарона и утверждается, что крестная жертва Христа отменила необходимость ветхозаветных жертвоприношений.
- Величие Христа (глава 1)
- Призыв стоять в вере (2:1—4)
- Воплощение Христа и искупление грехов Его смертью (2:5—18)
- Христос выше Моисея (3:1—7)
- Новое предостережение против отступничества (3:8—19)
- Покой Божий (глава 4)
- Христос — первосвященник по чину Мелхиседека (5:1—10)
- Упрёки (5:11—14)
- Последствия отступничества (6:1—8)
- Пример Авраама (6:9—20)
- Превосходство священства по чину Мелхиседека над левитским (глава 7)
- Новый Завет (глава 8)
- О ветхозаветных жертвоприношениях (9:1—10)
- Совершенство жертвы Иисуса Христа (9:11—28)
- Жертва Христа отменяет необходимость ветхозаветных жертв (10:1—18)
- Призыв к вере и терпению (10:19—39)
- Примеры истинной веры из Ветхого Завета (глава 11)
- О наказании Божием (12:1—13)
- Ещё одно предостережение против отступничества (12:14—29)
- Наставления о добродетельной жизни (13:1—17)
- Пожелания и приветствия (13:18—25)